# Exuvie

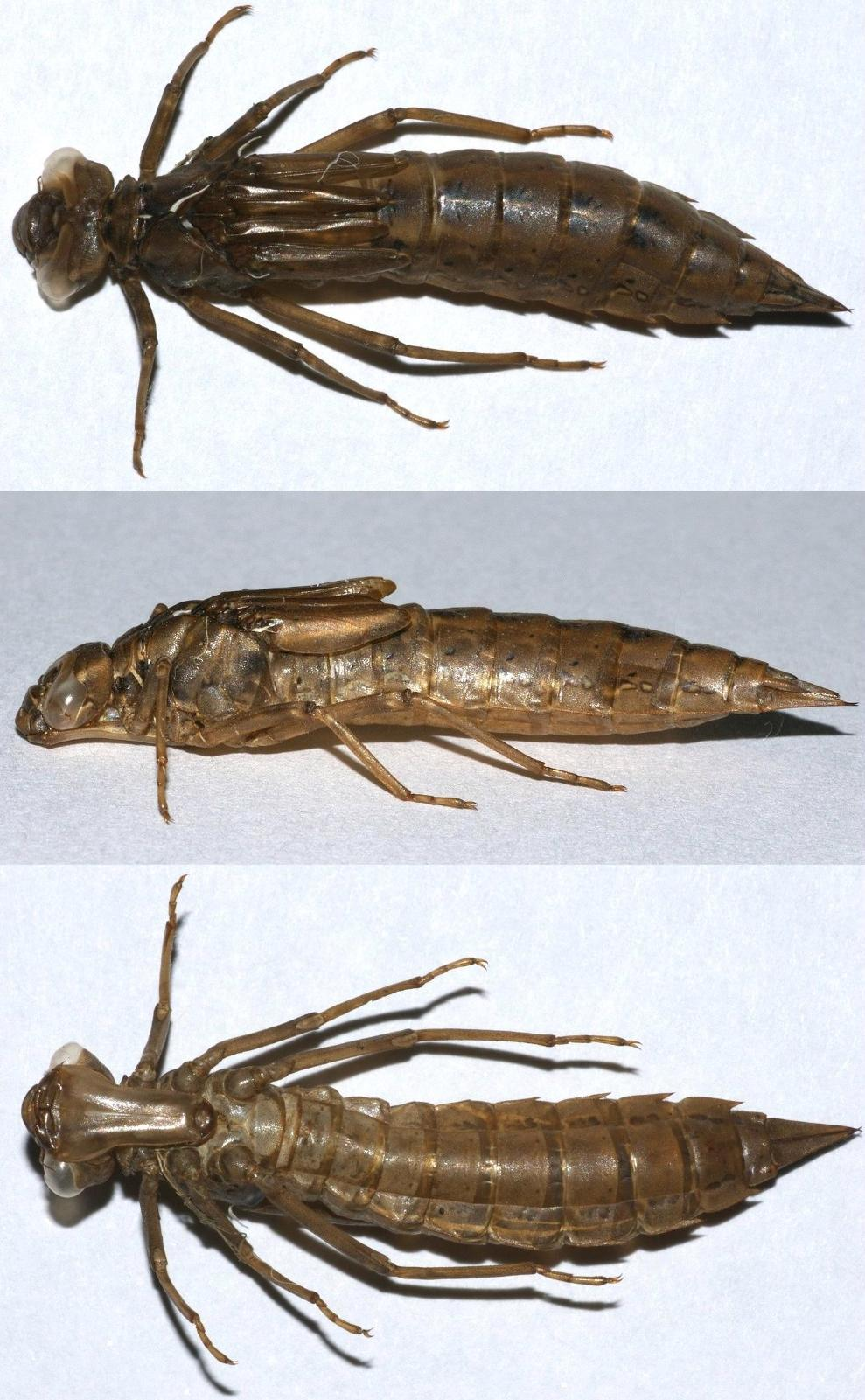
Exuvie einer metamorphosierten Larve der Libellenart Blaugrüne Mosaikjungfer (Aeshna cyanea) aus verschiedenen Perspektiven

Die Exuvie ([ɛˈksuːvi̯ə] . Auch Exuvia von lat. exuviae ‚abgelegte (Tier)haut‘, ‚Hemd‘, ‚leere Hülle‘) ist die bei der Häutung (Ecdysis) abgestreifte Haut der Häutungstiere (Ecdysozoa) bzw. der Reptilien (Reptilia). Im Zusammenhang mit Reptilien wird die Bezeichnung Exuvie allerdings selten verwendet. Die Exuvie besteht aus dem Chitin- und Sklerotin-haltigen Exoskelett der Häutungstiere bzw. den verhornten Hornschuppen der Reptilien (Scuta genannt) und trägt manchmal auch cuticuläre Gebilde wie Schuppen oder Borsten. Exuvien finden sich vor allem bei den Gliederfüßern (Arthropoda) wie den Insekten, Spinnentieren und Krebstieren, aber auch bei den niederen Landwirbeltieren, beispielsweise bei Schlangen (als Natternhemd bzw. „Schlangenbalg“) und Echsen.
Das Natternhemd besteht aus der gewöhnlich in einem Stück mit der Innenseite nach außen abgestreiften alten Horn(zell)schicht (Stratum corneum), der äußersten, aus abgestorbenen Zellen bestehenden Schicht der Epidermis (Oberhaut).
Der bei der Häutungsvorbereitung von Gliederfüßern entstehende Spaltraum zwischen alter und sich neu bildender Cuticula wird als Exuvialraum bezeichnet. In diesen gibt das Tier ein vorwiegend aus Chitinasen und Proteinasen bestehendes Sekret (Exuvialflüssigkeit) ab, welches die alte Endocuticula von innen her auflöst.
Bei Trilobiten, Pfeilschwanzkrebsen und Seeskorpionen bilden Exuvien auch wichtige Fossilien, da es sich bei den meisten aufgefundenen Fossilien dieser Tiergruppen nicht um die Tiere selbst, sondern, aufgrund der zahlreichen wachstumsbedingten Häutungen, meist um deren Häutungsreste handelt.

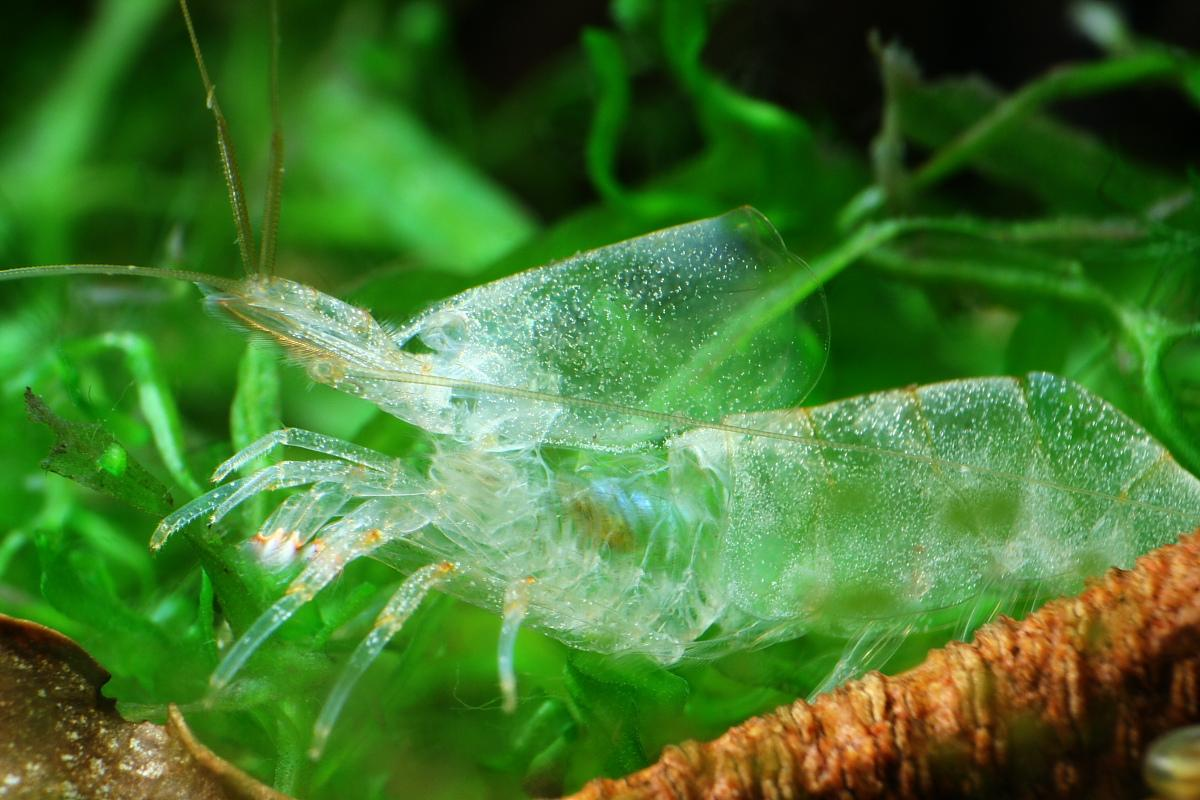
Abgestreifter Chitinpanzer der Yamatonuma-Garnele (Yamato numaebi)
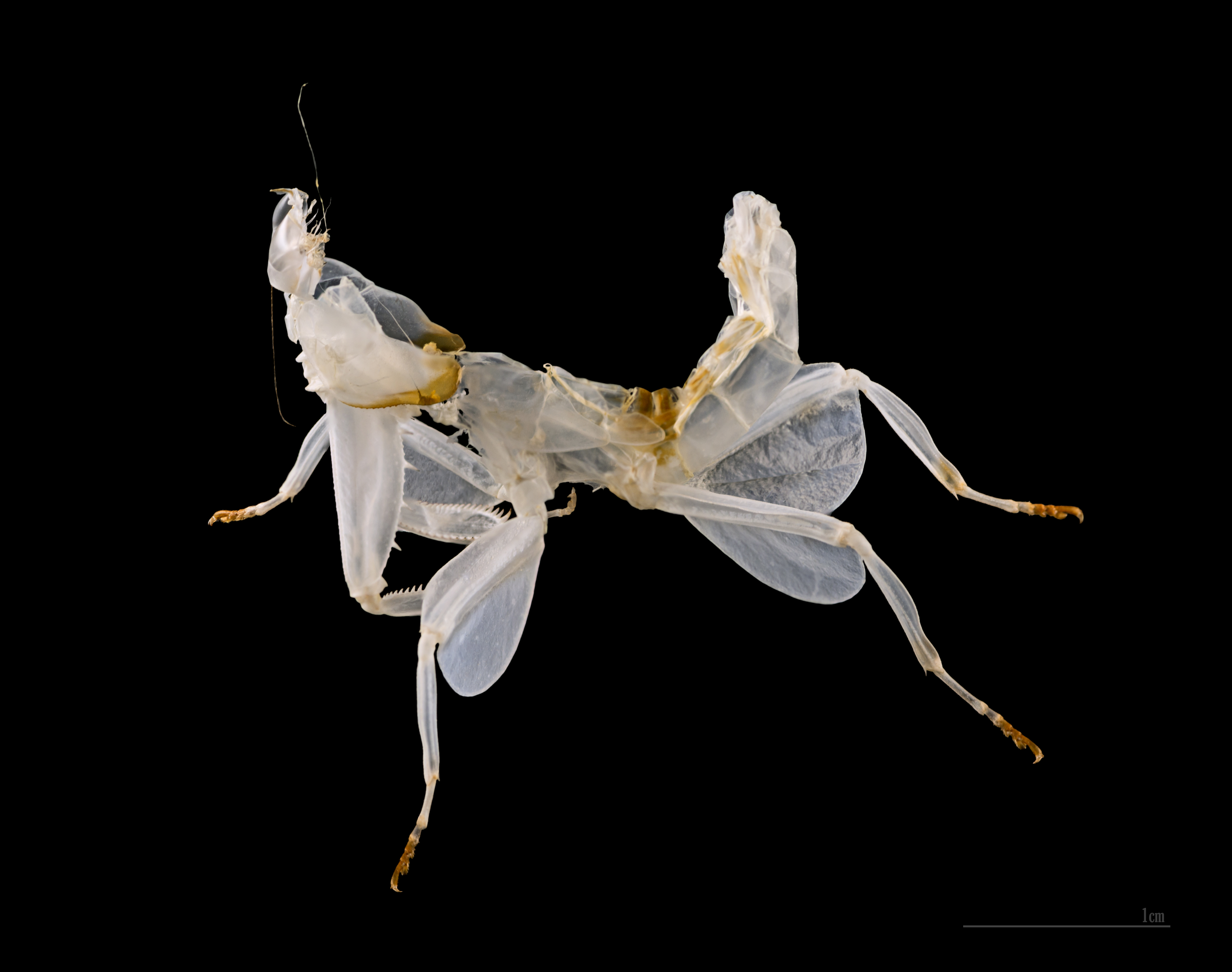
Orchideenmantis
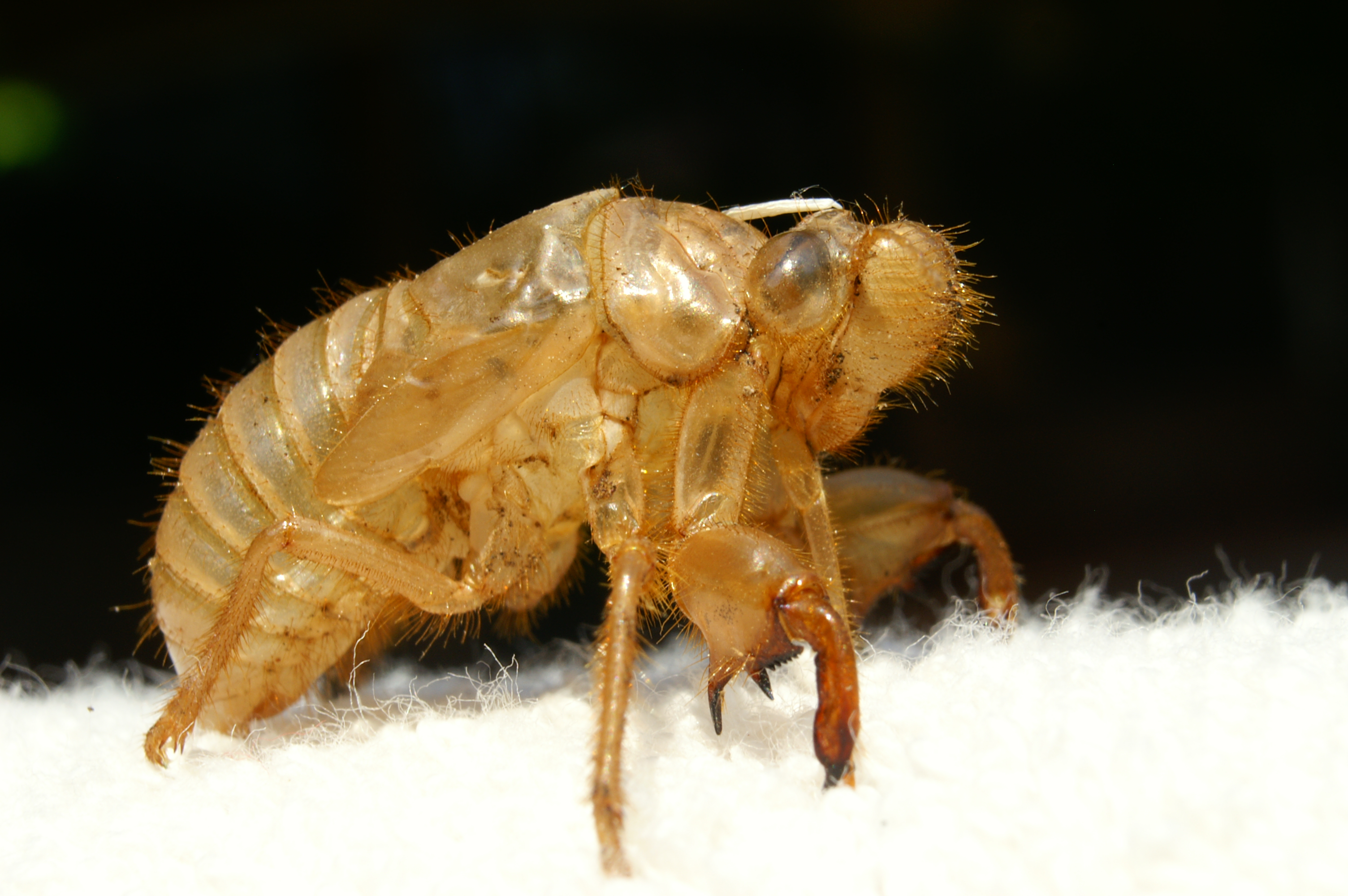
Larvenhaut der Singzikade Lyristes plebejus
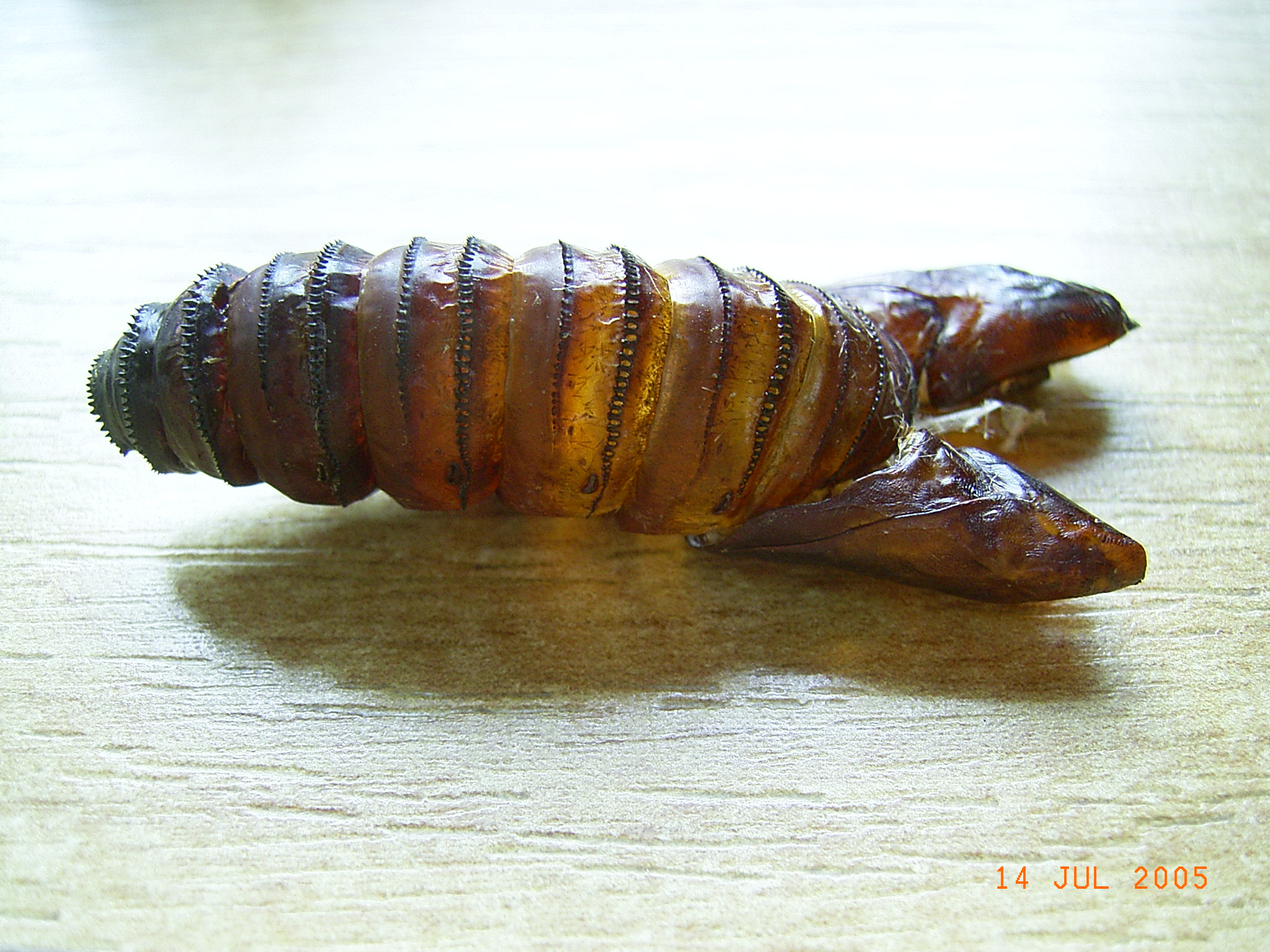
Puppenhülle des Weidenbohrers
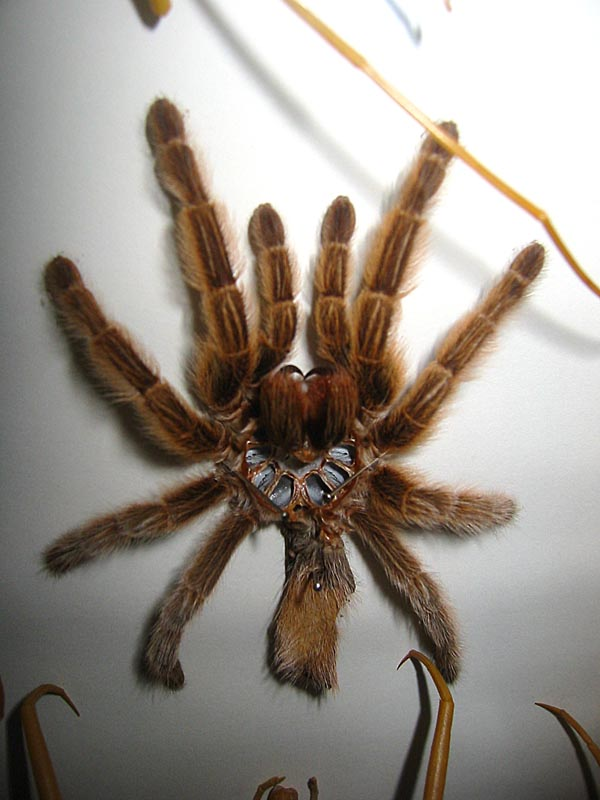
Häutungsrest einer Vogelspinne
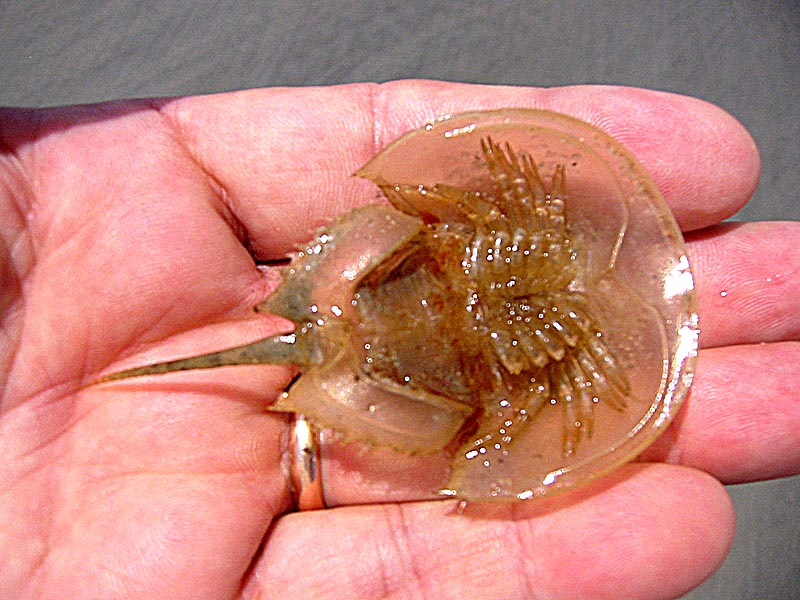
Abgestreifter Carapax eines juvenilen Pfeilschwanzkrebses, Ansicht  ventral
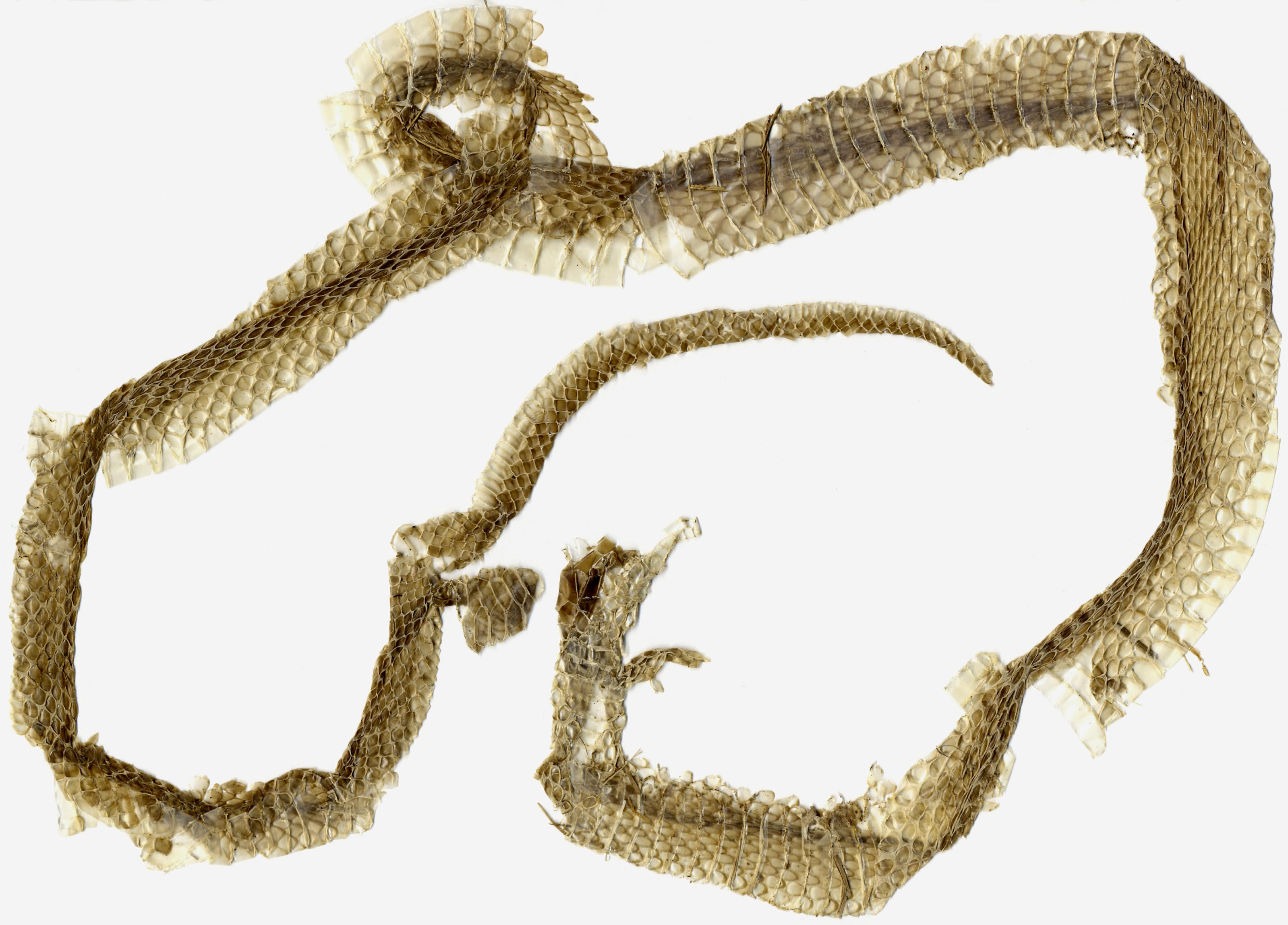
„Natternhemd“ einer Ringelnatter
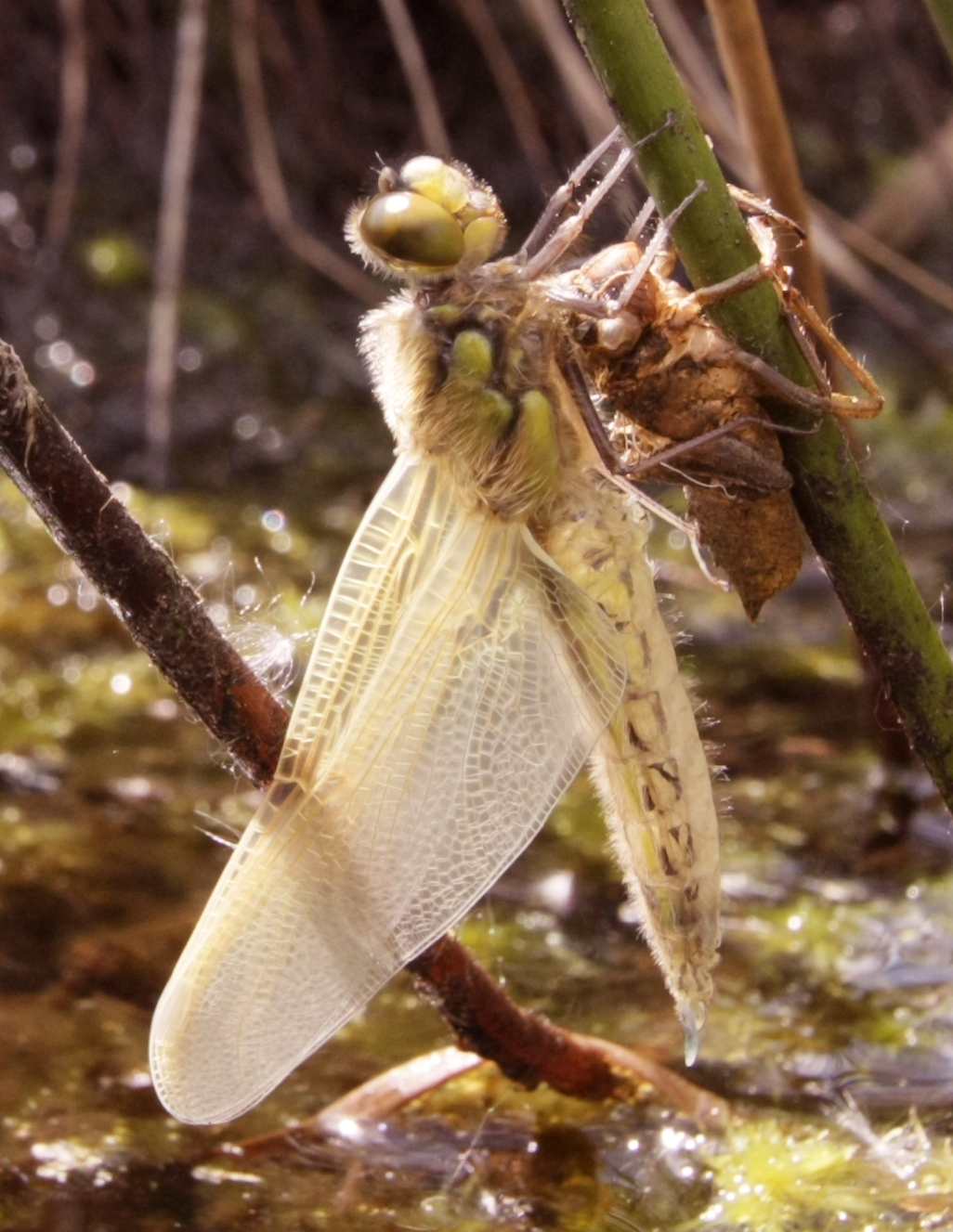
Ein Vierfleck kurz nach dem Schlüpfen.